# Nationale Republikeinse Partij
De Nationale Republikeinse Partij was een Amerikaanse politieke partij. De partij werd opgericht in 1825 en hield op te bestaan toen ze opging in de Whig Party in 1833. De Nationale Republikeinse Partij was een afsplitsing van de Democratisch-Republikeinse Partij. De partijideologie was voornamelijk pro-industrialisatie en was een felle tegenstander van het beleid van Andrew Jackson die later de Democratische Partij oprichtte. John Quincy Adams was de enige President van de Verenigde Staten die de Nationale Republikeinse Partij heeft geleverd.
Henry Clay was de genomineerde van de Nationale Republikeinse Partij voor de Amerikaanse presidentsverkiezingen van 1832, maar werd verslagen door Andrew Jackson. De partij steunde Clay's Amerikaanse Systeem, dat pleitte voor nationaal gefinancierde interne verbeteringen en een beschermend tarief. Na de verkiezingen van 1832 verenigden tegenstanders van Jackson zich in de Whig Party, waarbij leden van de Nationale Republikeinse Partij en de Anti-Masonic Party zich bij deze nieuwe partij aansloten.